# Clitostethus
Clitostethus  (лат.) — род божьих коровок из подсемейства Scymninae.

## Описание
Переднегрудь перед тазиками очень короткая, так что рот может прилегать к тазикам.

## Систематика
В составе рода:
- Clitostethus arcuatus (Rossi, 1794)
- Clitostethus fumatus Sicard, 1929
- Clitostethus lividipes Sicard, 1913
- Clitostethus luteoniger (Canepari, 1997)